# أليساندرو تورشيتا
أليساندرو تورشيتا (بالإيطالية: Alessandro Turchetta)‏ هو لاعب كرة قدم إيطالي في مركز الهجوم، ولد في 26 مارس 1982 في فليتري في إيطاليا. لعب مع فيورنتينا ونادي غوبيو ونادي فروسينوني.